# Глухов, Максим Викторович
Максим Викторович Глухов (род. 20 сентября 1975 года, Москва, РСФСР, СССР) — российский художник, член-корреспондент Российской академии художеств (2012).

## Биография
Родился 20 сентября 1975 года в Москве, где живёт и работает.
В 1992 году окончил Московский академический художественный лицей. С 1996 года член Московского Союза художников. В 1999 году окончил факультет живописи Московского государственного академического художественного института имени В. И. Сурикова, мастерская Н. И. Андронова, в 2003 году — окончил аспирантуру там же.
В 2012 году избран членом-корреспондентом Российской академии художеств от Отделения дизайна.

### Семья
Отец — художник, академик РАХ (2007) Виктор Глухов (род. 1946). Мать — российский художник, академик РАХ (2013) Ирина Глухова (род. 1953).
Брат-близнец — художник, член-корреспондент РАХ (2012) Александр Глухов (род. 1975).

## Основные проекты и произведения
«Провинциалка» (х.,м. 200х180, 2012), «Семья пастуха» (х.,м. 220х190, 2013), «Могильщики» (х.м., 220х190, 2013), «Студентки» (х.,м., 190х220, 2013), «Девушка поправляющая туфлю» (х.,м., 200х160, 2014), «Агнешка» (х.,м., 200х160, 2015), «Наташа» (х.,м., 80х70, 2015), «Окраина» (х.,м., 80х70, 2015), «Улица» (х.,м., 170х110, 2015), «Овощной рынок. Лето» (х.,м., 220х190, 2015), «Человек с овечкой» (х.,м., 220х180, 2015), «Ловящий овцу» (х.,м., 220х190, 2015), «Рыбный рынок. Зима.» (х.,м., 220х190, 2016), «Весна» (х.,м., 200х160, 2016).
Произведения находятся в частных коллекциях в России, Германии, США, Англии.